# Jashar Erebara
Jashar Erebara (ur. 1873 w Podujevie, zm. 24 czerwca 1953) – albański prawnik, polityk i dziennikarz, działacz niepodległościowy.

## Życiorys
Jashar urodził się w 1873 roku urodził się w Podujevie. W 1877 roku jego rodzina przeniosła się do Mostaru. Po ogłoszeniu niepodległości przez Serbię w 1878 roku i zajęciu Mostaru, rodzina Jashara miała się przenieść do Debaru, jednak ojciec zginął w trakcie ucieczki, a matka i siostra zmarły na gruźlicę. Osierocony Jashar zamieszkał w Debarze u swojego wuja, Sejfullego Erebary. Tam uczęszczał do tureckiej szkoły podstawowej i uczył się języka tureckiego i albańskiego oraz arabskiego pisma. Ukończył szkołę średnią w Bitoli, gdzie miał bardzo wysokie wyniki.
W roku 1891 wyjechał do Elbasanu, jednak następnego roku przeniósł się do Bukaresztu, gdzie studiował prawo i publikował w rumuńskich gazetach artykuły poruszające kwestie m.in. kulturowe, edukacyjne i polityczne. Wydawał tam w języku rumuńskim gazetę Indipendente Albania, ale ukazały się tylko dwa numery tej gazety. Z powodu pro-albańskiej działalności, w lutym 1902 roku władze rumuńskie wydaliły Erebarę z Rumunii. Przeniósł się do Belgradu, gdzie w latach 1902–1906 wydawał gazetę Albania, która ukazywała się w języku albańskim i serbskim i poruszała tematy m.in. polityczne i społeczne. W 1906 roku opuścił Belgrad i przeniósł się do Kumanowa, gdzie w 1908 roku rozpoczął pracę w urzędzie statystycznym.
W 1909 roku z inicjatywy Jashara Erebary powstał Albański Klub w Kumanowie (alb. Klubi Shqiptar i Kumanovës), będący ośrodkiem albańskiej edukacji w Kumanowie. W ramach tego klubu działała szkoła otwarta prawdopodobnie 27 lutego lub 1 marca 1909 roku. Klub w następnych latach rozszerzył działalność na leżące w Kosowie miasta Kaçanik, Ferizaj, Mitrowica i Podujevo.
W latach 1911–1912 wydawał pierwszą albańską gazetę Shkupi – pierwszą albańską gazetę na terenie Kosowa i Macedonii.
W 1916 roku za działalność w Komitecie Obrony Kosowa (alb. Komitetin për Mbrojtjen e Kosovës) został internowany na 18 miesięcy w leżącym ówcześnie na terenie Austro-Węgier Karlovacu.
W latach 1924–1939 ponownie zasiadał w albańskim parlamencie.
Po II wojnie światowej był dyskryminowany przez albański reżim komunistyczny. Zmarł 24 czerwca 1953 roku w skrajnej nędzy, w jego pogrzebie uczestniczyło tylko kilku członków jego najbliższej rodziny.

## Upamiętnienia
Imieniem Jashara Erebary nazwano jedną z ulic w Tiranie i w Podujevie.

## Życie prywatne
Ojciec Jashara, Sadik Fejzullahi, był zarządcą poczty armii tureckiej w Podujevie. W 1878 Fejzullahi z rodziną przeniósł się do Mostaru, gdzie został wicedyrektorem poczty. Po ogłoszeniu niepodległości przez Serbię w 1878 roku i zajęciu Mostaru, Sadik Fejzullahi zginął podczas ucieczki.
Matka Jashara, Hana, oraz jego siostra Fatimja zmarły na gruźlicę. Jego brat Zeneli udał się na emigrację.